# Hug de Cardona-Anglesola i de Luna
Hug III de Cardona i de Luna (o Hug Folc de Cardona-Anglesola) (? - 1410) fou baró de Bellpuig.

## Antecedents familiars
Fill d'Hug II de Cardona Anglesola i de Beatriu de Luna.

## Núpcies i descendents
Es casà amb Francesca de Pinós i de Castre, filla de Bernat Galceran de Pinós i de Fenollet, baró de Pinós, Mataplana, sa Portella, Castell-Alareny, de Belcua i de Vallfogona, i d'Aldonça de Castre. Van tenir els següents fills:
- Ramon de Cardona i de Pinós, baró de Calonge, Bellpuig i Utxafava, es casà amb Caterina de Centelles.

## Biografia
Fou qui rebé els ducats de Somma i de Sesa en gratitud als seus serveis al rei.